# Coppa dei Balcani 1967-1968
La Coppa dei Balcani per club 1967-1968 è stata la sesta edizione della Coppa dei Balcani, la competizione per squadre di club della penisola balcanica e Turchia.
È stata vinta dai bulgari del Beroe, al loro primo titolo.

## Squadre partecipanti
Bulgaria e Turchia sono rappresentate da due squadre ciascuna, le altre da una soltanto. Le 8 squadre partecipanti vengono divise in due gironi. Il torneo è iniziato quando quello precedente doveva ancora concludersi: lo spareggio fra Fenerbahçe (poi vittorioso) ed AEK Atene si è svolto il 30 maggio 1968, ovvero quando l'edizione 1967-68 era in pieno svolgimento.
| Squadra         | Stagione 1966-67  |
| --------------- | ----------------- |
| Vllaznia        | 6º in Albania     |
| Spartak Sofia   | 4º in Bulgaria    |
| Beroe           | 10º in Bulgaria   |
| AEK Atene       | 2º in Grecia      |
| Olimpia Lubiana | 14º in Jugoslavia |
| Farul Costanza  | 4º in Romania     |
| Fenerbahçe      | 2º in Turchia     |
| Gençlerbirliği  | 6º in Turchia     |

## Torneo

### Girone A
| Squadra        | Pti | G | V | N | P | GF | GS | QR    |
| -------------- | --- | - | - | - | - | -- | -- | ----- |
| Beroe          | 10  | 6 | 5 | 0 | 1 | 9  | 6  | 1.500 |
| Vllaznia       | 7   | 6 | 3 | 1 | 2 | 9  | 6  | 1.500 |
| Farul Costanza | 6   | 6 | 3 | 0 | 3 | 10 | 9  | 1.111 |
| Gençlerbirliği | 1   | 6 | 0 | 1 | 5 | 3  | 10 | 0.300 |

|                | Ber | Vll | Far | Gen |
| -------------- | --- | --- | --- | --- |
| Beroe          |     | 2-0 | 2-1 | 1-0 |
| Vllaznia       | 4-0 |     | 2-1 | 1-0 |
| Farul          | 1-2 | 2-1 |     | 3-1 |
| Gençlerbirliği | 0-2 | 1-1 | 1-2 |     |

#### Risultati
| Scutari 23 dicembre 1967 | Vllaznia | 4 – 0 | Beroe | Stadiumi Vojo Kushi |

| Stara Zagora 14 febbraio 1968 | Beroe | 2 – 0 | Vllaznia | Stadio Beroe |

| Ankara 6 marzo 1968                                       | Gençlerbirliği | 0 – 2                   | Beroe | Stadio del 19 maggio di Ankara |
| \| \| \| \| \| \| Marcatori \| 4’ Jančovski 17’ Petkov \| |                |                         |       |                                |
|                                                           |                |                         |       |                                |
|                                                           | Marcatori      | 4’ Jančovski 17’ Petkov |       |                                |

| Stara Zagora 20 marzo 1968 | Beroe | 1 – 0 | Gençlerbirliği | Stadio Beroe |

| Costanza 3 aprile 1968                                                   | Farul Costanza | 3 – 1         | Gençlerbirliği | Stadio Farul |
| \| \| \| \| \| Iancu 21’, 36’ Tufan 50’ \| Marcatori \| 76’ Endersert \| |                |               |                |              |
|                                                                          |                |               |                |              |
| Iancu 21’, 36’ Tufan 50’                                                 | Marcatori      | 76’ Endersert |                |              |

| Scutari 4 maggio 1968                      | Vllaznia  | 1 – 0 | Gençlerbirliği | Stadiumi Vojo Kushi |
| \| \| \| \| \| Dani 77’ \| Marcatori \| \| |           |       |                |                     |
|                                            |           |       |                |                     |
| Dani 77’                                   | Marcatori |       |                |                     |

| Ankara 22 maggio 1968                                                     | Gençlerbirliği | 1 – 2                     | Farul Costanza | Stadio del 19 maggio di Ankara |
| \| \| \| \| \| Endersert 86’ \| Marcatori \| 24’ Tufan 73’ (rig.) Sasu \| |                |                           |                |                                |
|                                                                           |                |                           |                |                                |
| Endersert 86’                                                             | Marcatori      | 24’ Tufan 73’ (rig.) Sasu |                |                                |

| Ankara 2 giugno 1968                                | Gençlerbirliği | 1 – 1   | Vllaznia | Stadio del 19 maggio di Ankara |
| \| \| \| \| \| Görür 57’ \| Marcatori \| 7’ Memo \| |                |         |          |                                |
|                                                     |                |         |          |                                |
| Görür 57’                                           | Marcatori      | 7’ Memo |          |                                |

| Scutari 12 giugno 1968 | Vllaznia | 2 – 1 | Farul Costanza | Stadiumi Vojo Kushi |

| Stara Zagora 19 giugno 1968 | Beroe | 2 – 1 | Farul Costanza | Stadio Beroe |

| Costanza 29 giugno 1968 | Farul Costanza | 2 – 1 | Vllaznia | Stadio Farul |

| Costanza 3 luglio 1968 | Farul Costanza | 1 – 2 | Beroe | Stadio Farul |

### Girone B
| Squadra         | Pti | G | V | N | P | GF | GS | QR    |
| --------------- | --- | - | - | - | - | -- | -- | ----- |
| Spartak Sofia   | 9   | 6 | 4 | 1 | 1 | 10 | 3  | 3.333 |
| Olimpia Lubiana | 7   | 6 | 2 | 3 | 1 | 10 | 6  | 1.667 |
| AEK Atene       | 4   | 6 | 1 | 2 | 3 | 7  | 12 | 0.583 |
| Fenerbahçe      | 4   | 6 | 1 | 2 | 3 | 5  | 11 | 0.455 |

|            | Spa | Oli | AEK | Fen |
| ---------- | --- | --- | --- | --- |
| Spartak    |     | 1-0 | 2-1 | 3-0 |
| Olimpia    | 2-1 |     | 3-3 | 4-0 |
| AEK        | 0-3 | 0-0 |     | 3-1 |
| Fenerbahçe | 0-0 | 1-1 | 3-0 |     |

#### Risultati
| Istanbul 14 febbraio 1968                                    | Fenerbahçe | 1 – 1       | Olimpia Lubiana | Stadio Şükrü Saraçoğlu |
| \| \| \| \| \| Şen 79’ (rig.) \| Marcatori \| 25’ Zagores \| |            |             |                 |                        |
|                                                              |            |             |                 |                        |
| Şen 79’ (rig.)                                               | Marcatori  | 25’ Zagores |                 |                        |

| Sofia 18 febbraio 1968 | Spartak Sofia | 1 – 0 | Olimpia Lubiana | Stadion Rakovski |

| Atene 6 marzo 1968 | AEK Atene | 0 – 0 | Olimpia Lubiana | Nea Filadelfeia |

| Atene 3 aprile 1968                                                                          | AEK Atene | 3 – 1             | Fenerbahçe | Nea Filadelfeia |
| \| \| \| \| \| Karafeskos 29’ (rig.) Ventouris 32’, 81’ \| Marcatori \| 64’ (rig.) Aktuna \| |           |                   |            |                 |
|                                                                                              |           |                   |            |                 |
| Karafeskos 29’ (rig.) Ventouris 32’, 81’                                                     | Marcatori | 64’ (rig.) Aktuna |            |                 |

| Lubiana 6 maggio 1968                                                | Olimpia Lubiana | 4 – 0 | Fenerbahçe | Stadion Bežigrad |
| \| \| \| \| \| Lazović 20’, 28’, 50’ Popivoda 82’ \| Marcatori \| \| |                 |       |            |                  |
|                                                                      |                 |       |            |                  |
| Lazović 20’, 28’, 50’ Popivoda 82’                                   | Marcatori       |       |            |                  |

| Atene 15 maggio 1968 | AEK Atene | 0 – 3 | Spartak Sofia | Nea Filadelfeia |

| Lubiana 3 luglio 1968 | Olimpia Lubiana | 3 – 3 | AEK Atene | Stadion Bežigrad |

| Istanbul 3 luglio 1968 | Fenerbahçe | 0 – 0 | Spartak Sofia | Stadio Şükrü Saraçoğlu |

| Lubiana 7 agosto 1968 | Olimpia Lubiana | 2 – 1 | Spartak Sofia | Stadion Bežigrad |

| Sofia 14 agosto 1968                                          | Spartak Sofia | 3 – 0 | Fenerbahçe | Stadion Rakovski |
| \| \| \| \| \| Gyonin 29’, 85’ Nikolov 32’ \| Marcatori \| \| |               |       |            |                  |
|                                                               |               |       |            |                  |
| Gyonin 29’, 85’ Nikolov 32’                                   | Marcatori     |       |            |                  |

| Sofia 28 agosto 1968 | Spartak Sofia | 2 – 1 | AEK Atene | Stadion Rakovski |

| Istanbul 31 agosto 1968                                              | Fenerbahçe | 3 – 0 | AEK Atene | Stadio Şükrü Saraçoğlu |
| \| \| \| \| \| Doğan 24’ Nunweiller 65’ Bartu 87’ \| Marcatori \| \| |            |       |           |                        |
|                                                                      |            |       |           |                        |
| Doğan 24’ Nunweiller 65’ Bartu 87’                                   | Marcatori  |       |           |                        |

### Finale
| Squadra 1 | Totale | Squadra 2     | Andata | Ritorno |
| --------- | ------ | ------------- | ------ | ------- |
| Beroe     | 6–4    | Spartak Sofia | 3–0    | 3–4     |

| Stara Zagora 30 ottobre 1968 Andata                 | Beroe     | 3 – 0 | Spartak Sofia | Stadio Beroe |
| \| \| \| \| \| P. Petkov Belchev \| Marcatori \| \| |           |       |               |              |
|                                                     |           |       |               |              |
| P. Petkov Belchev                                   | Marcatori |       |               |              |

| Sofia 27 novembre 1968 Ritorno | Spartak Sofia | 4 – 3 | Beroe | Stadion Rakovski |